# Swansea Heads
Swansea Heads är en del av en befolkad plats i Australien. Den ligger i kommunen Lake Macquarie Shire och delstaten New South Wales, i den sydöstra delen av landet, omkring 94 kilometer nordost om delstatshuvudstaden Sydney. Antalet invånare är 706.
Närmaste större samhälle är Belmont North, nära Swansea Heads. Genomsnittlig årsnederbörd är 1 393 millimeter. Den regnigaste månaden är februari, med i genomsnitt 222 mm nederbörd, och den torraste är juli, med 42 mm nederbörd.